# Łódzka Gazeta Społeczna „Miasto Ł”
Łódzka Gazeta Społeczna „Miasto Ł” – bezpłatny miesięcznik wydawany w Łodzi od 2013 roku, opierający się na dziennikarstwie obywatelskim i wolontariackim zaangażowaniu twórczyń i twórców gazety. Zawiesił działalność w roku 2019 z powodu problemów z finansowaniem publikacji.   
Gazeta wychodziła w 10 tysiącach papierowych egzemplarzy. Kolportowana była na terenie Łodzi w ok. 60 miejscach: bibliotekach dzielnicowych, ośrodkach kultury, kawiarniach, muzeach, urzędach, informacji turystycznej i in.. Wszystkie artykuły ukazywały się również na stronie internetowej w wolnym dostępie. 

## Historia
Gazeta powstała jako siostra zgierskiego "Zgrzytu" ("Zgrzyt – Zgierska Gazeta Niezależna"), stworzona została przez osoby związane ze środowiskiem łódzkich organizacji pozarządowych. Kluczowymi partnerami wspierającymi powstanie gazety były Stowarzyszenie Tkalnia oraz szwajcarski tygodnik społeczny "WOZ Die Wochenzeitung".  

Pierwszy numer ukazał się w listopadzie 2013 r., a prace nad nim trwały od września tamtego roku. Aleksandra Dulas, redaktorka naczelna "Miasta Ł", w inicjacyjnym "wstępniaku" pisała:
Gazeta, którą trzymacie Państwo w ręku powstała ze złości, bezradności, niezadowolenia, ale przede wszystkim z ogromnej miłości i radości dokonywania zmian. Ludzie, którzy są autorami tekstów to przede wszystkim działacze społeczni, zaangażowani w pracę dla Łodzi i jej mieszkańców. Celem jej tworzenia jest opisywanie wszystkiego, co ważne dla łodzian oraz zachęcanie do aktywnego poprawiania tego, co wokół nas. W "Mieście Ł" znajdziecie Państwo tematy, dla których nie ma miejsca gdzie indziej. Poruszymy problemy grup wykluczanych przez inne media. Będziemy monitorować władzę, opisywać inwestycje, szczególne wydarzenia, wskazywać rozsądne drogi rozwoju, uwrażliwiać mieszkańców na dobro wspólne. 
W kolejnych latach grono osób współpracujących z redakcją rozszerzało się o osoby związane z łódzkim środowiskiem naukowo-badawczym, ruchami miejskimi, ruchami ekologicznymi itd. W 2016 r. gazeta została uhonorowana w plebiscycie "Punkt dla Łodzi" w kategorii "inicjatywy" za "rzetelne i rzeczowe pisanie o problemach Łodzi i wzorowy przykład dziennikarstwa obywatelskiego". W 2017 r. gazeta otrzymała wyróżnienie w konkursie na Nagrodę im. Aleksandra Milskiego 2016 Stowarzyszenia Dziennikarzy Polskich. W tym samym roku jeden z artykułów otrzymał nominację do nagrody Stowarzyszenia Gazet Lokalnych Local Press 2016.   

## Misja i działanie
Skład redakcji był zmienny. Decyzje merytoryczne i organizacyjne podejmowane były przez sześcioosobowe Kolegium Redakcyjne. Oprócz wydawania gazety redakcja zaangażowana była również w organizowanie debat i prowadzenie audycji radiowej w Studenckim Radiu Żak Politechniki Łódzkiej ("Miasto Ł w eterze").    
Łódzka Gazeta Społeczna "Miasto Ł" cele swojego działania definiowała jako monitorowanie i nagłaśnianie spraw dotyczących jakości życia w Łodzi i rozwoju miasta. Deklarowaną misją gazety było także pobudzanie aktywności obywatelskiej mieszkańców i mieszkanek Łodzi oraz zwiększenie ich zaangażowania w życie publiczne, w szczególności grup defaworyzowanych i wykluczonych z medialnych dyskusji, "aby osoby zaangażowane w dziennikarstwo obywatelskie zaczęły mówić w swojej sprawie swoim głosem i ze swojego punktu widzenia". Redakcja w swoim działaniu starała się przeciwdziałać rozprzestrzenianiu się mowy nienawiści i dyskryminacji związanej z "położeniem społecznym i ekonomicznym, z orientacją psychoseksualną, wyznaniem religijnym, przynależnością narodową czy etniczną, a nawet preferowanym środkiem transportu drogowego". Dla twórców i twórczyń gazety ważne było również promowanie lokalnych inicjatyw przyczyniających się do wzmacniania społecznych więzi, do “rewitalizowania” łódzkiej tożsamości oraz odzyskiwania i opowiadania zapomnianych lokalnych historii.   

## Finansowanie
Numery z lat: 
- 10.2013 – 12.2014 – były finansowane w ramach projektu w szwajcarskim programie współpracy z nowymi krajami członkowskimi Unii Europejskiej oraz przez Ministerstwo Pracy i Polityki Społecznej, w ramach Programu Operacyjnego Fundusz Inicjatyw Obywatelskich (tzw. FIO).
- 05.2015 – 11.2016 – były realizowane w ramach Programu Operacyjnego Fundusz Inicjatyw Obywatelskich i współfinansowany przez Ministerstwo Pracy i Polityki Społecznej[10].

W kolejnych latach gazeta finansowała się głównie dzięki sponsorom, darowiznom osób prywatnych, reklamodawcom oraz pojedynczym mikrograntom. Po sukcesie pierwszej akcji crowdfundingowej w 2016 r., Kolegium Redakcyjne przez jakiś czas starało się wprowadzać system mecenatu społecznego dla gazety.  